# Massterly
Massterly ist ein norwegisches Joint Venture der Wilhelmsen-Gruppe und von Kongsberg Maritime. Das Unternehmen betreibt drei autonom fahrende Schiffe, zwei RoRo-Schiffe des Typs AutoBarge und die Yara Birkeland.

## Autonome Schiffe für Massterly
Massterly und der größte Lebensmittelhändler Norwegens ASKO haben Verträge zum Bau, Betrieb und Verwaltung von zwei autonomen Schiffen abgeschlossen. Mit dem Betrieb der vollelektrischen neuen RoRo-Schiffe (Roll on, Roll off) sollen 2 Millionen Kilometer Lkw-Transport entfallen und jährlich 5000 Tonnen CO2 eingespart werden. ASKO hat sich zum Ziel gesetzt, bei der Auslieferung von Lebensmitteln bis 2026 klimaneutral zu werden.

### Wilhelmsen Gruppe
Die Wilh. Wilhelmsen Gruppe ist weltweit in der maritimen Industrie tätig, wurde 1861 gegründet, und verfügt über ein globales maritimes Netzwerk mit über 2000 Standorten. Das Unternehmen beliefert die weltweite Schifffahrt mit Versorgungsgütern und Dienstleistungen und ist auch beim technischen und Besatzungsmanagement engagiert. Besonders in der Neuentwicklung innovativer Lösungen zum Schiffsantrieb und -betrieb hat Wilhelmsen sich einen guten Ruf erworben.

### Kongsberg
Die Vorläufer der Kongsberg Gruppe entstanden 1814 und Kongsberg Maritime ist heute für die Entwicklung und den Bau von anspruchsvollen technologischen Lösungen für die Handelsmarine aktiv. Kongsberg Maritime beschäftigt 7600 Mitarbeiter in 34 Ländern und 117 Büros. Wichtige Schwerpunkte sind die Bereiche Automatisierung, Autonomie und neuerdings auch die immer wichtiger werdende Cybersicherheit.

## Die Schiffe
Die Schiffe wurden bei der staatlichen Werft Cochin Shipyard (CSL), eine der größten Werften Indiens, bestellt und 2022 abgeliefert. Im September 2022 wurden sie auf die Namen Marit und Therese getauft. Der Entwurf stammt vom norwegischen Schiffskonstrukteur Naval Dynamics. Sie werden von Kongsberg Maritime mit der erforderlichen Technologie für einen emissionsfreien und unbemannten Betrieb ausgestattet. Jedes Schiff kann 16 Trailer laden.
Daten und Abbildungen:
- Gesamtlänge: 66 Meter
- Breite: 15 Meter
- Tragfähigkeit: 573 Tonnen
- Tiefgang: 1,90 Meter
- Akkumulatoren Kapazität: 1800 kWh[6]

Die Schiffe werden nach den Regeln und Vorschriften der DNV GL-Klassifikationsgesellschaft mit dem Klassenzusatz gebaut:
1A1 + Batterieleistung + RP (1,40) + R3 + Stückgut + BIS.
Die geladenen Akkumulatoren sollen für eine Fahrt von vier Stunden bei acht Knoten sorgen. Massterly wird das Schiffsmanagement und den Betrieb von ihrem landseitigen Operations Zentrum übernehmen. Anfangs sollen die beiden Schiffe mit einer kleinen Besatzung operieren, bevor sie ganz ohne Mannschaft fahren.